# AHL 1957/58
Die Saison 1957/58 war die 22. reguläre Saison der American Hockey League (AHL). Während der regulären Saison bestritten die sechs Teams der Liga jeweils 70 Spiele. Die vier besten Mannschaften der AHL spielten anschließend in einer Play-off-Runde um den Calder Cup.

## Reguläre Saison

### Abschlusstabellen
|                     | GP | W  | L  | T | GF  | GA  | Pts |
| ------------------- | -- | -- | -- | - | --- | --- | --- |
| Hershey Bears       | 70 | 39 | 24 | 7 | 241 | 198 | 85  |
| Cleveland Barons    | 70 | 39 | 28 | 3 | 232 | 163 | 81  |
| Providence Reds     | 70 | 33 | 32 | 5 | 237 | 220 | 71  |
| Springfield Indians | 70 | 29 | 33 | 8 | 231 | 246 | 66  |
| Rochester Americans | 70 | 29 | 35 | 6 | 205 | 242 | 64  |
| Buffalo Bisons      | 70 | 25 | 42 | 3 | 224 | 301 | 53  |

Abkürzungen: GP = Spiele, W = Siege, L = Niederlagen, T = Unentschieden, OTL = Niederlage nach Overtime, GF = Erzielte Tore, GA = Gegentore, Pts = Punkte
| Spieler          | Team                | GP | G  | A  | Pts | PIM |
| ---------------- | ------------------- | -- | -- | -- | --- | --- |
| Willie Marshall  | Hershey Bears       | 68 | 40 | 64 | 104 | 56  |
| Dunc Fisher      | Hershey Bears       | 70 | 41 | 47 | 88  | 56  |
| Jimmy Moore      | Cleveland Barons    | 70 | 25 | 58 | 83  | 44  |
| Cal Gardner      | Springfield Indians | 69 | 24 | 57 | 81  | 49  |
| Gerry Ehman      | Springfield Indians | 68 | 40 | 39 | 79  | 32  |
| Larry Wilson     | Buffalo Bisons      | 70 | 26 | 53 | 79  | 48  |
| Bill Sweeney     | Providence Reds     | 70 | 31 | 46 | 77  | 24  |
| Bruce Carmichael | Providence Reds     | 70 | 22 | 55 | 77  | 26  |
| Fred Glover      | Cleveland Barons    | 64 | 28 | 48 | 76  | 147 |
| Floyd Smith      | Springfield Indians | 70 | 25 | 50 | 75  | 60  |

Abkürzungen: GP = Spiele, G = Tore, A = Assists, Pts = Punkte, +/- = Plus/Minus, PIM = Strafminuten; Fett: Saisonbestwert

## Calder-Cup-Playoffs

### Modus
Für die Play-offs qualifizierten sich die vier besten Mannschaften der American Hockey League. Im Halbfinale und Finale spielten diesen den Calder-Cup-Gewinner aus. Sowohl das Halbfinale, als auch das Finale wurden im Modus Best-of-Seven ausgetragen.

### Play-off-Übersicht
|  | Halbfinale | Halbfinale          | Halbfinale |  |  | Finale | Finale              | Finale |
|  |            |                     |            |  |  |        |                     |        |
|  |            |                     |            |  |  |        |                     |        |
|  | 1          | Hershey Bears       | 4          |  |  |        |                     |        |
|  | 3          | Providence Reds     | 1          |  |  |        |                     |        |
|  |            |                     |            |  |  | 1      | Hershey Bears       | 4      |
|  |            |                     |            |  |  | 4      | Springfield Indians | 2      |
|  | 2          | Cleveland Barons    | 3          |  |  |        |                     |        |
|  | 4          | Springfield Indians | 4          |  |  |        |                     |        |
|  |            |                     |            |  |  |        |                     |        |

## Vergebene Trophäen
| Auszeichnung                                              | Team          |
| --------------------------------------------------------- | ------------- |
| Calder Cup Gewinner der AHL-Playoffs                      | Hershey Bears |
| F. G. „Teddy“ Oke Trophy Bestes Team der regulären Saison | Hershey Bears |

| Auszeichnung                                                                  | Spieler         | Team             |
| ----------------------------------------------------------------------------- | --------------- | ---------------- |
| Les Cunningham Award MVP der regulären Saison                                 | Johnny Bower    | Cleveland Barons |
| John B. Sollenberger Trophy Bester Scorer                                     | Willie Marshall | Hershey Bears    |
| Dudley „Red“ Garrett Memorial Award Bester Rookie                             | Bill Sweeney    | Providence Reds  |
| Harry „Hap“ Holmes Memorial Award Torhüter mit dem geringsten Gegentorschnitt | Johnny Bower    | Cleveland Barons |